# Ike Isaacs (Gitarrist)
Ike Isaacs (* 1. Dezember 1919 in Rangun, Birma; † 10. Januar 1996 in Sydney, New South Wales) war ein britischer Jazz-Gitarrist des Swing.

## Leben und Wirken
Isaacs war auf seinem Instrument Autodidakt und begann seine Profikarriere, als er Chemiestudent war und er regelmäßig mit Cedric West spielte. Sie gründeten die Jive Boys, die 1942 aufgrund der japanischen Invasion nach Indien migrierten. 1945 kehrte er kurz nach Birma zurück. Im Jahr 1946 zog er nach England, wo er als freischaffender Musiker arbeitete. 1948 trat er mit Victor Feldman auf und wurde Gründungsmitglied der BBC Show Band unter der Leitung von Cyril Stapleton. Er spielte mehrere Jahre bei Ted Heath und 1956 bei George Chisholm. Von 1955 bis 1958 trat er mit seinem Quartett in der wöchentlichen BBC-Show Guitar Club auf; er machte Aufnahmen mit Ralph Sharon (1952), George Chisholm und Alan Clare (beide 1956) und unter eigenem Namen (1966). In den 1960er- und 1970er-Jahren arbeitete er vorrangig als Studiomusiker; 1968 kam es zum Zusammentreffen mit Barney Kessel. Von 1975 bis 1977 tourte er mit Stephane Grappelli und Diz Disley’s Hot Club.
Isaacs spielte außerdem in den 1970er Jahren mit Digby Fairweather, Len Skeat und Denny Wright in der Formation Velvet. Mit Martin Taylor spielte er im Duo.
1981 zog Isaacs nach Australien, wo er (bis 1991) an der Sydney Guitar School unterrichtete. Er kehrte jedoch immer wieder für Solo-Auftritte und Gitarren-All-Star-Formationen nach Großbritannien zurück. Viele Jahre lang schrieb er für Fachzeitschriften, darunter Crescendo International. Zudem veröffentlichte er ein Lehrbuch, The Guitar School (um 1990).